# 拉克塔島
拉克塔島是俄羅斯的島嶼，屬於北地群島的一部分，位於共青團員島西北8.2公里的喀拉海，由克拉斯諾亞爾斯克邊疆區負責管轄，長1.2公里、寬0.45公里，島上無人居住。